# Ampulloclitocybe
Ampulloclitocybe — рід грибів родини Tricholomataceae. Назва вперше опублікована 2002 року.

## Класифікація
До роду Ampulloclitocybe відносять 4 види:
- Ampulloclitocybe avellaneialba
- Ampulloclitocybe avellaneoalba
- Ampulloclitocybe clavipes
- Ampulloclitocybe squamulosoides